# Luis Martínez Noval
Luis Martínez Noval (Piloña, 3 de juliol de 1948 – Oviedo, 30 de març de 2013), fou un polític i professor universitari espanyol que fou Ministre de Treball i Seguretat Social durant un govern de Felipe González.

## Biografia
Va néixer el 3 de juliol de 1948 al caseriu de Infiesto, situat a la població asturiana de Piloña. Va estudiar ciències econòmiques a la Universitat d'Oviedo, esdevenint posteriorment professor de teoria econòmica en aquesta universitat.

## Activitat política
Afiliat al PSA-PSOE, del qual en fou secretari general fins al 2000, en les eleccions generals de 1982 fou escollit diputat al Congrés per Astúries, repetint aquest escó en les eleccions de 1986, 1989, 1993, 1996 i 2000.
En la remodelació del govern que Felipe González realitzà el 2 de maig de 1990 Luis Martínez Noval fou nomenat Ministre de Treball i Seguretat Social, càrrec que desenvolupà fins al final de la legislatura. En 2001 fou nomenat conseller del Tribunal de Comptes.